# Fortress (1992)
Fortress is een Amerikaanse sciencefictionfilm uit 1992 onder regie van Stuart Gordon.

## Verhaal
In een dystopische toekomst in 2017 mag elk gezin maar één kind hebben. Het eerstgeboren kind van ex-legerofficier John Henry Brennick (Christopher Lambert) en zijn vrouw Karen (Loryn Locklin) is echter overleden bij de geboorte. Daarom trachten zij de grens tussen de VS en Canada richting Vancouver over te steken om daar een tweede kind te krijgen. Ze worden echter betrapt. Karen kan ontsnappen maar Brennick wordt opgepakt, veroordeeld en voor 31 jaar naar een supermodern gevangeniscomplex gestuurd, genaamd The Fortress.
Bij aankomst in de gevangenis wordt een intestinator in de maag van de gevangene geplant. Dit is een soort gadget dat gecontroleerd en geactiveerd kan worden door de gevangenisbewakers. Activatie veroorzaakt helse pijn of kan zelfs tot explosie van de gevangene leiden. De gevangenis wordt beheerd door de firma Men Tel Corporation. Directeur Poe (Kurtwood Smith) heerst als een dictator over zijn gevangenis samen met Zed-10, een centrale computer die alles overziet en die de verbinding vormt met de Men Tel Corporation .
Karen wordt ook opgepakt en naar the Fortress gebracht. Ze is zwanger en haar kind zal bij de geboorte opgeëist worden door de officiële eigenaar, Men Tel Corporation. Directeur Poe wordt stapelverliefd op Karen en wil dat ze bij hem komt wonen.
Brennick komt terecht in een gevecht met een medegevangene, Maddox. Maddox wordt uitgeschakeld door een veiligheidsraket. John slaagt erin om de intestinator van Maddox tot bij een van zijn vrienden te smokkelen voordat hij wordt weggevoerd om gestraft te worden. De straf zal bestaan uit een 'mind-wipe', waarbij de herinneringen van John gewist zullen worden. Karen kan dit echter verhinderen door directeur Poe met haar charmes te bespelen. Door haar voorkeursbehandeling kan ze ook een plan van de gevangenis bemachtigen en via Abraham (een vriend van John) tot bij John smokkelen.
Intussen heeft D-Day, een techniek-expert en vriend van John, de intestinator van Maddox ontmanteld. Door gebruik te maken van een magneet uit de buitgemaakte intestinator, kunnen John en enkele vrienden ook hun intestinators verwijderen. Ze slagen erin om die te verstoppen in een luchtkoker. Tijdens een geënsceneerd gevecht tussen de vrienden zal Zed de intestinators laten ontploffen. Daardoor komt er een ontsnappingsroute vrij. Er ontstaat een gevecht tussen de gevangenen en de Strike Clones, een soort elite-soldaten. John en een van zijn vrienden, Gomez, slagen erin om Karen te bevrijden en te ontsnappen. Ze vluchten, samen met Gomez, naar Mexico met een vrachtwagen. Terwijl Karen aan het bevallen is in een schuur, neemt Men Tel de besturing van de vrachtwagen over. Gomez wordt gedood en er ontstaat een gevecht tussen John en de vrachtwagen. De brandende vrachtwagen belandt in de schuur waar Karen zich bevindt, en ontploft.

## Einde
Er bestaan twee verschillende slotscènes van de film:
- De Amerikaanse heeft een happy end, waarbij duidelijk te zien is dat zowel John, Karen als de baby overleven.
- De Europese slotscène toont dat Karen ineengedoken zit tegen een tractor, met haar baby in de armen.

## Rolverdeling
| Acteur               | Personage               |
| -------------------- | ----------------------- |
| Christopher Lambert  | John Henry Brennick     |
| Loryn Locklin        | Karen B. Brennick       |
| Annika Thomas        | Brennick baby           |
| Kurtwood Smith       | Gevangenisdirecteur Poe |
| Carolyn Purdy-Gordon | Zed-10 (stem)           |
| Lincoln Kilpatrick   | Abraham                 |
| Jeffrey Combs        | D-Day                   |
| Tom Towles           | Stiggs                  |
| Vernon Wells         | Maddox                  |
| Clifton Collins, Jr. | Nino Gomez              |

## Prijzen en nominaties
| Jaar | Prijs                                                   | Categorie                                | Genomineerde(n) | Uitslag     |
| ---- | ------------------------------------------------------- | ---------------------------------------- | --------------- | ----------- |
| 1993 | Avoriaz Fantastic Film Festival                         | Grand Prize                              | Stuart Gordon   | Genomineerd |
| 1994 | Academy of Science Fiction, Fantasy & Horror Films, USA | Saturn Award - Best Science Fiction Film | Fortress        | Genomineerd |